# Kyoto Animation
Kyoto Animation (яп. 京都アニメーション Кё:то анимэ:сён), также KyoAni (яп. 京アニ Кё: ани) — известная японская студия, выпускающая аниме. Хотя, по сравнению с другими именитыми студиями, она выпустила сравнительно небольшое число собственных аниме, многие из них оказались весьма популярны. К их числу можно отнести AIR, Kanon, Clannad, «Меланхолия Харухи Судзумии», K-On! и др.
Основные помещения студии находятся в Киото и в пригороде города Удзи. Для нужд постпродакшна у студии есть также офис в Минато, Токио.

## История
Основательницей студии является Ёко Хатта (яп. 八田陽子 Хатта Ё:ко), которая раньше была специалистом по цвету в студии Mushi Production. Выйдя замуж и переехав в Киото, она в 1981 году основала студию, которая первоначально называлась «Kyoto Anime Studio» (яп. 京都アニメスタジオ Кё:то анимэ сутадзио), а позже была переименована в «Kyoto Animation». Возглавил студию муж Ёко, Хидэаки Хатта (яп. 八田英明).
Первоначально студия долгое время выполняла работы по заказам других студий. Лишь с 2003 года она начала выпускать собственные аниме. Первым аниме Kyoto Animation была OVA Munto, выпущенная в 2003 году; в том же году транслировался и первый ТВ-сериал, «Стальная тревога? Фумоффу». В 2005 году был выпущен сериал Air, принёсший студии значительную известность среди поклонников аниме.

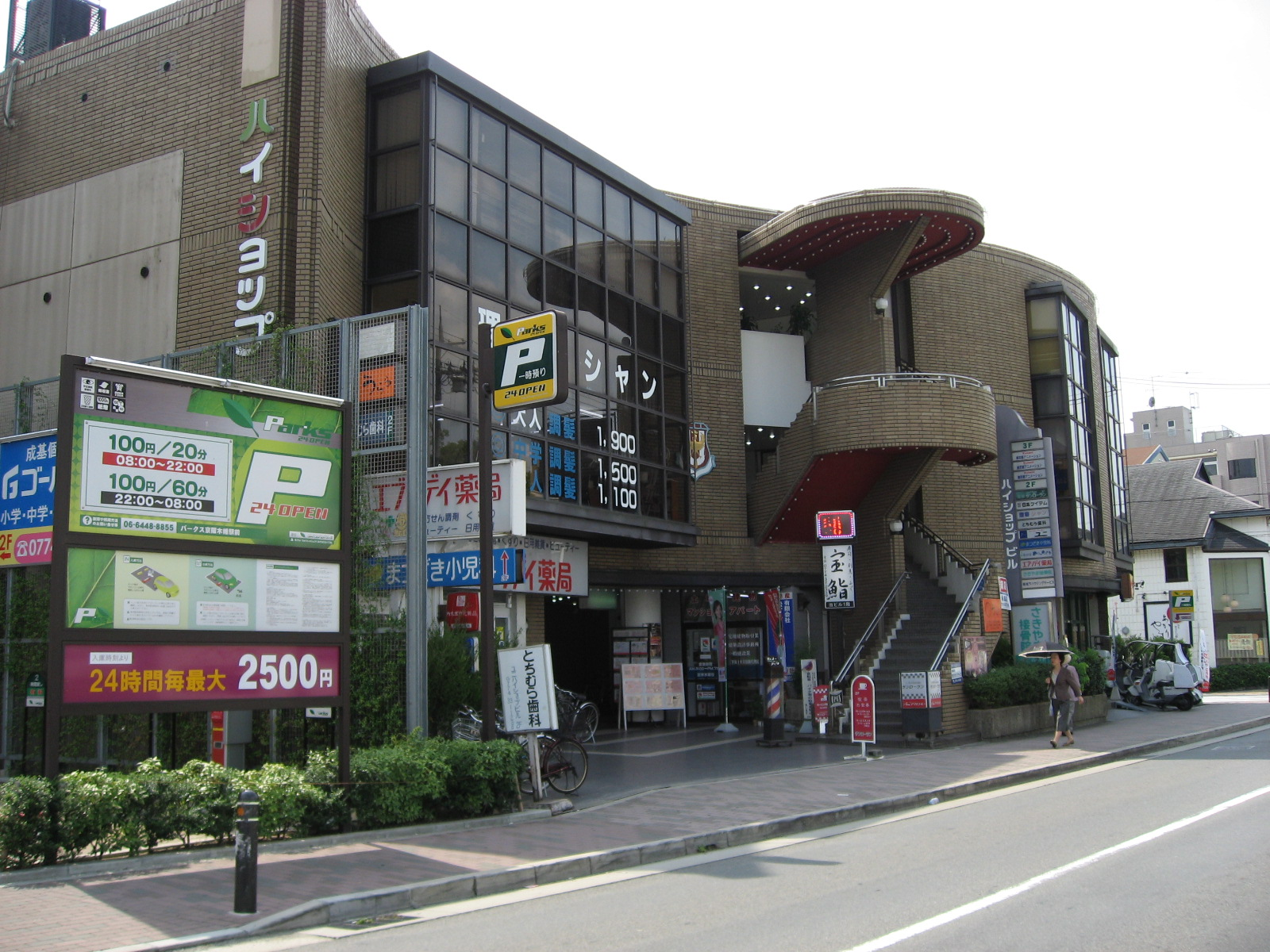
Студия в Удзи, префектура Киото

После этого студия перестала выполнять заказы других студий (передав их своей дочерней компании, Animation Do (яп. アニメーションドゥウ Анимэ:сён ду:)), сосредоточившись на выпуске собственных аниме. За Air последовал ещё ряд аниме по сюжетам игр фирмы Key. Это Kanon (2006), Clannad (2007), Clannad ~After Story~ (2008).
Помимо этого, в 2005 году был выпущен третий сериал из цикла «Стальная тревога», «Новое задание», в 2006 году — «Меланхолия Харухи Судзумии», ставший самым обсуждаемым аниме первой половины года, а в 2007 году — Lucky Star, также ставший хитом.
На 2009 год был запланирован выпуск аниме по интернет-манге Tonari no 801-chan, но по различным причинам его производство было остановлено. Вместо этого в 2009 году было выпущено аниме по другой манге — K-On!, также с самого начала приобретшее немалую популярность. Также вышел «второй сезон» аниме «Меланхолия Харухи Судзумии».
В 2010 году вышел аниме-фильм «Исчезновение Харухи Судзумии», а также второй сезон сериала K-On!!. В 2011-м году студия выпустила аниме Nichijou, кроме того, 3 декабря состоялся выход полнометражного фильма по K-On!, который транслировался в 137 кинотеатрах. Итоговые сборы фильма в Японии составили более 1,9 млрд иен (примерно 23,7 млн долларов).
К 2012 году студия подготовила сразу два новых проекта. Первый, Hyouka, является экранизацией лайт-новел Хонобу Ёнэдзавы, второй — Chuunibyou Demo Koi ga Shitai!, тоже экранизация ранобэ, но получившего знак внимания судей первого Kyoto Animation Award. Hyouka начали транслировать по TV весной, а Chuunibyou Demo Koi ga Shitai! — осенью. Второй сезон этого аниме вышел уже в начале 2014 года.
В 2013 году вышло аниме Tamako Market, примечательное тем, что оно стало первым ТВ-сериалом студии, снятым по собственному сценарию (не считая 9-серийного Munto, у которого уже был прообраз в виде OVA). Режиссёром сериала выступила Наоко Ямада, работавшая над K-On!. Помимо Tamako Market, в этом году студия выпустила ещё два аниме, оба − экранизации номинантов Kyoto Animation Award: летом в эфире транслировалось аниме Free! по книге «High Speed» Одзи Кодзи, осенью − Kyoukai no Kanata по книге Тории Нагому.
В 2014 году история Tamako Market обзавелась окончанием в виде полнометражного фильма Tamako Love Story, появившегося на экранах кинотеатров 26 апреля. Летом студия выпустила продолжение Free! — ТВ-аниме Free! Eternal Summer, осенью началась трансляция первого после Hyouka сериала, снятого не по собственным книгам или сценарию студии, — Amagi Brilliant Park, чьей основой были книги автора Full Metal Panic Сёдзи Гато, снятого режиссёром второй и третьей экранизаций предыдущих его книг («Фумоффу!» и «Новое задание»), Ясухиро Такэмото.
Весной 2015 года студия выпустила всего один ТВ-сериал, Hibike! Euphonium, на съёмку которого Kyoto Animation попросила разрешение у издателя книг сама и в который было вложено много времени и сил. Также весной в кинотеатрах прокатили полнометражные фильмы по книгам Тории Нагому — компиляцию сериала Kyoukai no Kanata (Kako-hen) и его продолжение (Mirai-hen), а зимой — приквел Free!, фильм High! Speed! -Free! Starting Days-.
Зимой 2016 года студия выпустила очередную экранизацию книг своего лейбла KA Esuma Bunko, сериал Musaigen no Phantom World режиссёра Тацуи Исихары по оригиналу Соитиро Хатано, а 17 сентября в прокат вышел фильм Наоко Ямады «Форма голоса» по одноимённой манге Ёситоки Оимы, ставший самым успешным кинофильмом студии; на 30 октября он собрал в прокате свыше 2 млрд иен. Франшиза о духовом оркестре старшей школы Китаудзи развилась выпуском полнометражного фильма-рекапа первого сезона сериала Hibike! Euphomium ~Kitauji Koukou Siusougakubu e Youkoso~, прокат которого в кинотеатрах начался 23 апреля, и вторым сезоном ТВ-сериала, получившим название Hibike! Euphonium 2, который закрыл первый год обучения главной героини в школе Китаудзи (в 2017 году обзавёлся своим рекапом). Также стало известно, что студия снимает экранизацию книг Каны Акацуки «Вайолет Эвергарден» (траслировалась на японском ТВ и сервисе Netflix с января по март 2018 года) и манги Coolkyoushinja «Дракорничная госпожи Кобаяси». Последняя вышла в январе 2017 года, режиссёром стал Ясухиро Такэмото.
Помимо экранизации Violet Evergarden, в 2018 году вышли 3 сезон сериала Free! Dive to the Future и экранизация книги Котоко Аяно Tsurune, а также полнометражный фильм Liz and the Blue Bird, сиквел сериалов Hibike! Euphonium. Через год вышел его мидквел Hibike! Euphonium ~Chikai no Finale~.

### Поджог студии в июле 2019

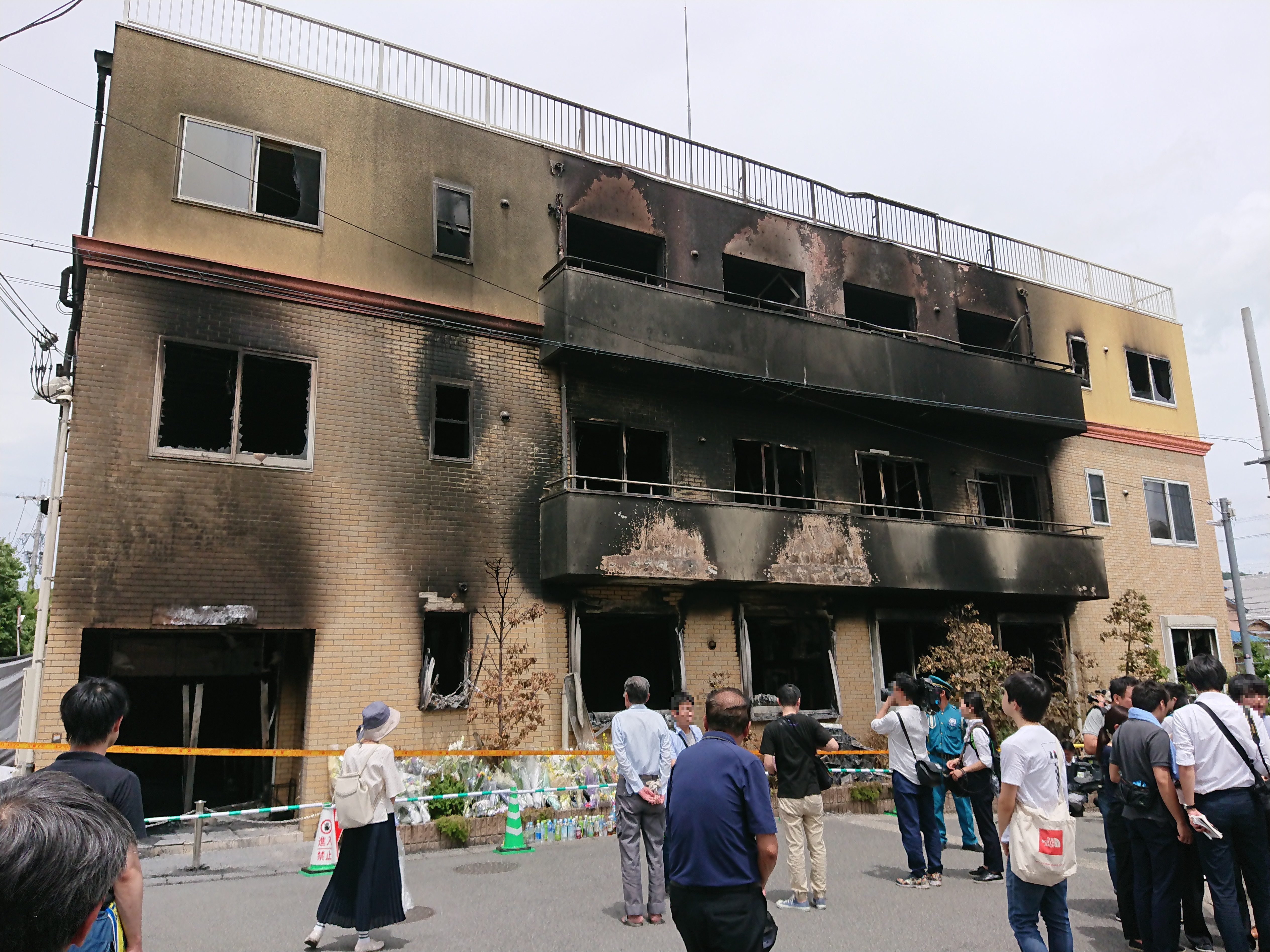
Здание студии № 1 после пожара

18 июля 2019 года из-за умышленного поджога в трёхэтажном здании студии № 1 произошёл сильный пожар. 41-летний Синдзи Аоба, ранее судимый за ограбление магазина, разлил на первом этаже студии керосин и поджёг его. В результате пожара погибло не менее 35 человек (двое были найдены на первом этаже, 11 — на втором и 20 — на третьем; 2 умерли в больнице), ещё 36 были ранены, из них 9 находились в критическом состоянии. В тушении огня было задействовано около 48 пожарных расчётов. Трёхэтажному зданию, в котором располагается студия, нанесён серьёзный ущерб. Пожар был потушен в течение пяти часов, больше всего пострадали второй и третий этажи. Всего на момент возгорания внутри находилось около 70 человек.
Хидэаки Хатта сообщил, что пожар уничтожил все данные, которые готовились для будущих проектов Kyoto Animation. Также известно, что огнём был уничтожен архив студии, данные с сервера удалось восстановить без потерь.

### После поджога
Часть сотрудников, пострадавших в происшествии, вернулась на работу, часть — ушла из индустрии. Наоко Ямада перешла в Science SARU. За день до трагедии студия успела закончить фильм «Вайолет Эвергарден: Вечность и призрак пера», который вышел в прокат 6 сентября, и не на две недели, как планировалось изначально, а на четыре обязательного проката, причём некоторые кинотеатры продолжали прокат и после в поддержку студии, и даже показывали её предыдущие фильмы. Дату выхода дисков фильма Hibike! Euphonium ~Chikai no Finale~ сдвинули на три месяца.
Судьба анонсированных ранее проектов — аниме-адаптации ранобэ Nijuuseiki Denki Mokuroku, второго сезона «Дракорничной госпожи Кобаяси» и продолжения Hibike! Euphonium — после пожара оставалась неизвестна (хотя студию производства анимации для второго сериала не объявляли). Новый фильм франшизы Free! был запланирован к выходу на лето 2020 года. Новый фильм о Вайолет Эвергарден сдвинули сначала на апрель 2020 года, а после объявления в Японии ЧС из-за пандемии COVID-19 — на 18 сентября. Студия закрыла блог на своём сайте, до поджога обновлявшийся почти каждый день силами рядовых работников-аниматоров (восстановлен 1 сентября 2020 года).
16 сентября 2020 года стало известно о том, что в 2019–2020 финансовом году Kyoto Animation понесла убытки в размере 21,34 млн иен, а также о поглощении ею своей дочерней студии Animation Do.
В 2021 году стало известно, что второй сезон аниме-адаптации манги «Дракорничная госпожи Кобаяси» будет выпущен в июле того же года. Новым режиссёром вместо погибшего Ясухиро Такэмото стал Тацуя Исихара, при этом Такэмото указан в титрах постановщиком сериала (яп. シリーズ監督 сири:дзу кантоку). С апреля того же года на своём YouTube-канале студия выкладывала «памятные» мини-серии Mini Dragon.
После отмены фестиваля для поклонников студии 2019 года Kyoto Animation решила провести следующий 20 и 21 ноября 2021 года в Rohm Theater Kyoto.

## Продукция

### ТВ-сериалы
- «Стальная тревога? Фумоффу» (2003)
- AIR (2005)
- «Стальная тревога! Второй рейд» (2005)
- «Меланхолия Харухи Судзумии» (2006)
- Kanon (2006)
- Lucky Star (2007)
- Clannad (2007—2008)
- Clannad ~After Story~ (2008—2009)
- Sora Miageru Shoujo no Hitomi ni Utsuru Sekai (2009)
- K-On! (2009)
- «Меланхолия Харухи Судзумии (2-й сезон)» (2009)
- K-On!! (2010)
- Nichijou (2011)
- Hyouka (2012)
- Chuunibyou Demo Koi ga Shitai! (2012)
- Tamako Market (2013)
- Free! (2013)
- Kyoukai no Kanata (2013)
- Chuunibyou Demo Koi ga Shitai! Ren (2014)
- Free! Eternal Summer (2014)
- Amagi Brilliant Park (2014)
- Hibike! Euphonium (2015)
- Musaigen no Phantom World (2016)
- Hibike! Euphonium 2 (2016)
- «Дракорничная госпожи Кобаяси» (2017)
- «Вайолет Эвергарден» (2018)
- Free! Dive to the Future (2018)
- Tsurune (2018—2019)
- Kobayashi-san Chi no Maidragon S (2021)
- Tsurune -Tsunagari no Issha- (2023)
- Hibike! Euphonium 3 (2024)
- City the Animation (2025)

### Полнометражные фильмы
- Tenjou-jin to Akuto-jin Saigo no Tatakai (2009)
- «Исчезновение Харухи Судзумии» (2010)
- K-On! (2011)
- Takanashi Rikka Kai: Gekijō-ban Chūnibyō Demo Koi ga Shitai! (2013)
- Tamako Love Story (2014)
- Kyoukai no Kanata Movie: I’ll Be Here — Kako-hen (2015)
- Kyoukai no Kanata Movie: I’ll Be Here — Mirai-hen (2015)
- High Speed! -Free! Starting Days- (2015)
- Hibike! Euphonium — Kitauji Koukou Suisougakubu e Youkoso! (2016)
- «Форма голоса» (2016)
- Free! -Timeless Medley- Kizuna (2017)
- Free! -Timeless Medley- Yakusoku (2017)
- Hibike! Euphonium ~Todoketai Melody~ (2017)
- Free! -Take Your Marks- (2017)
- Eiga Chunibyou demo Koi ga Shitai! Take On Me (2018)
- Liz and the Blue Bird (2018)
- Hibike! Euphonium ~Chikai no Finale~ (2019)
- Free! -Road to the World- Yume (2019)
- «Вайолет Эвергарден: Вечность и призрак пера» (2019)
- «Вайолет Эвергарден: фильм» (2020)
- Free! The Final Stroke (2021–2022)
- Tsurune: Hajimari no Issha (2022)
- Hibike! Euphonium Ensemble Contest Hen (2023)
- Kobayashi-san Chi no Maidragon: Samishigariya no Ryu (2025)